# Boceto para esclavo joven
El Boceto para Esclavo joven es un modelo en cera para escultura (h 16,5 cm) atribuido a Miguel Ángel, datado hacia el 1516-1519 aproximadamente y conservado en la Galería de la Academia de Florencia.

## Historia y descripción
La obra, generalmente considerada autógrafa, es un modelo para un Esclavo joven destinado a la tumba de Julio II, una estatua no finalizada presente hoy en la Galería de la Academia de Florencia. Se sabe que Miguel Ángel produjo numerosos modelos de sus obras, sobre todo en cera y en terracota, que eran posteriormente destruidos poco a poco. Cuando la fama del artista empezó a ser grande, algunos de estos modelos se conservaron y fueron coleccionados, tal y como ocurrió con sus dibujos y bocetos. Los modelos también eran necesarios para un particular proceso escultural que preveía la inmersión en agua de la escultura: bajando gradualmente el nivel de los líquidos se podía tener una idea de los niveles horizontales de la estatua y reproducirlos sobre el mármol.

El núcleo más numeroso de bocetos de Miguel Ángel se encuentra en la Casa Buonarroti en Florencia. El problema más importante para estas obras es la atribución que, dada la escasez de fuentes documentales y de archivo, es a menudo controvertida o en cualquier caso, carente de certezas absolutas.

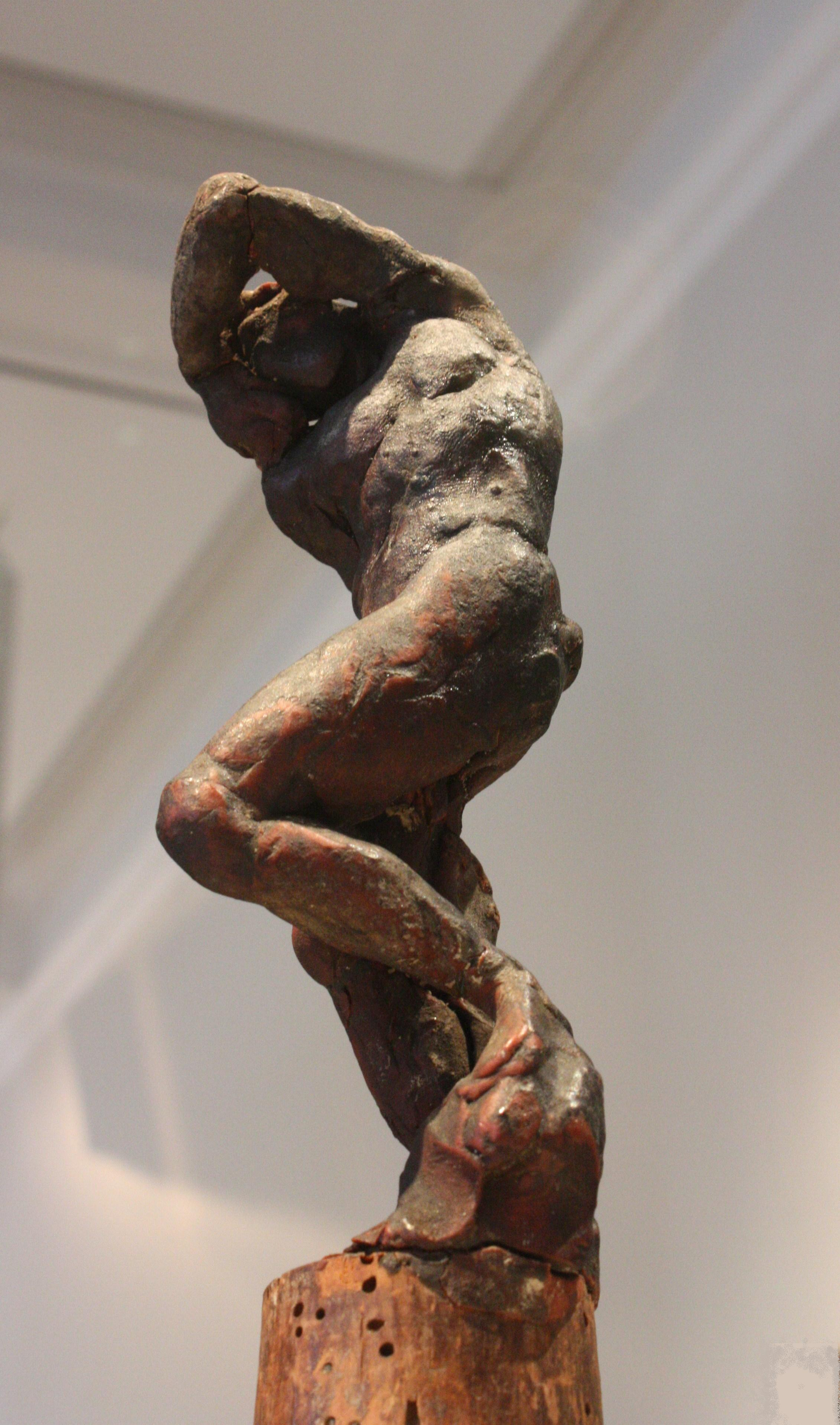
Vista desde abajo
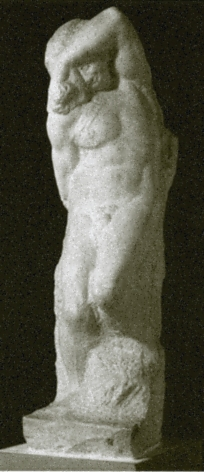
El Esclavo joven